# Onthophagus ugandicus
Onthophagus ugandicus är en skalbaggsart som beskrevs av Frey 1975. Onthophagus ugandicus ingår i släktet Onthophagus och familjen bladhorningar. Inga underarter finns listade i Catalogue of Life.